# پناهگاه پلنگ‌چال

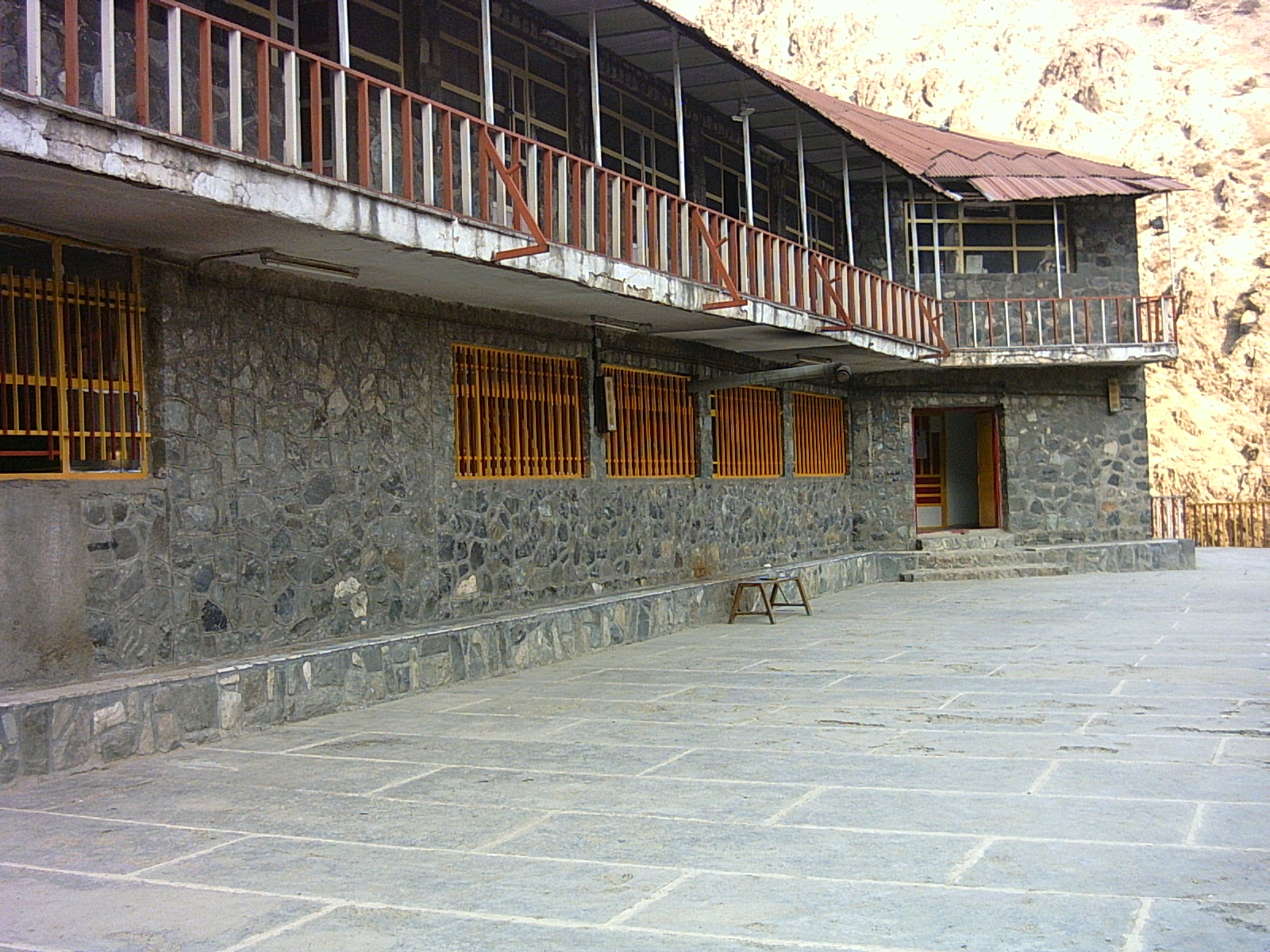
نمایی از پناهگاه پلنگ‌چال

پناهگاه پلنگ‌چال یک پناهگاه در مسیر صعود به قله پلنگ‌چال (یکی از قله‌های شمال شهر تهران در محله درکه و رشته کوه البرز) است.

## تاریخچه
ساخت پناهگاه پلنگ چال در سال ۱۳۴۹ توسط پیگیری‌های فردی به نام مهندس نوروزی که از پیشکسوتان عرصه کوهنوردی ایران بود، و با تأیید رئیس تربیت بدنی وقت شروع گردید. سپس، در سال ۱۳۵۴ با هزینه ای بالغ بر ۳۹۵ هزار تومان به اتمام رسید.
طراحی این پناهگاه توسط مهندس فریبرز امیرسلیمانی صورت گرفت، و در ساخت این پناهگاه فردی بنام محمدعلی زین‌العابدینی زحمات زیادی را متحمل شد.

## ویژگی‌ها
این پناهگاه در ارتفاع ۲۴۵۰ متری از سطح دریا قرار دارد و مسیر آن از محله درکه می‌باشد. مدت زمان حرکت از میدان درکه تا رسیدن به پناهگاه پلنگ‌چال در تابستان دو تا دو ساعت و نیم است. از میدان درکه تا پناهگاه حدود هشت کیلومتر فاصله است.
مجتمع کوهستانی پلنگ چال با دارا بودن دو واحد رستوران، هشت اتاق جهت اسکان شبانه، و سرویس بهداشتی همه روزه از ساعت پنج بامداد تا ساعت بیست و یک پذیرای ورود کوهنوردان است.
| زِ بَر کوه باشد کنام پلنگ  |  | یکایک همه تیزدندان و چنگ |
| چو آن جایگه شد کمین ددان |  | پلنگ‌چال گویند اکنون مهان |

## مسیرها

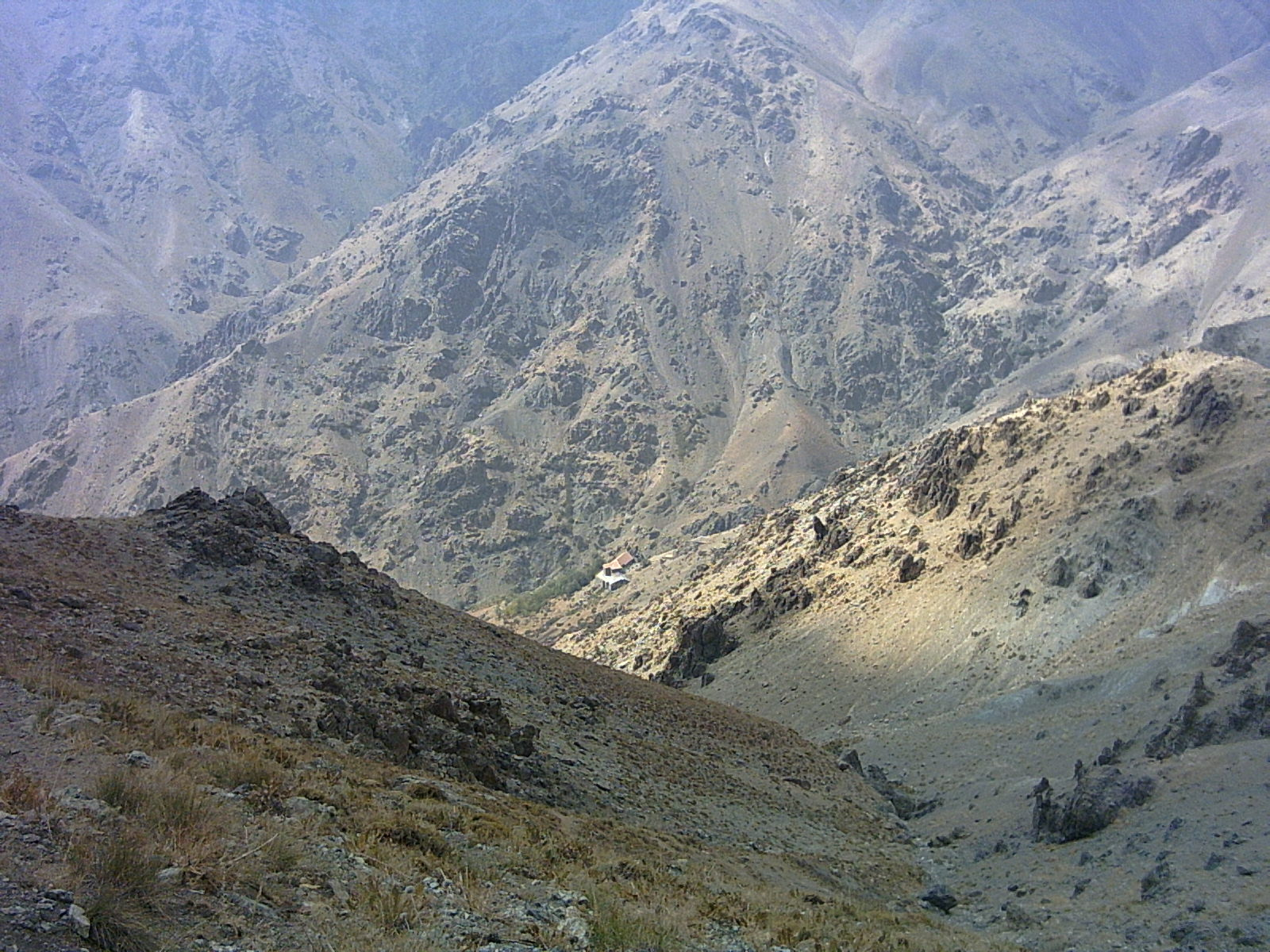
نمایی از پناهگاه پلنگ‌چال از ایستگاه پنج توچال

سرتاسر مسیر تا پناهگاه از داخل درهٔ زیبای پلنگ‌چال و از کنار رودخانه می‌گذرد و یکی از زیباترین مسیرهای صعود به ارتفاعات شمال تهران است. در طول مسیر تعدادی استراحتگاه وجود دارد، که یکی از قدیمی‌ترین آن‌ها به نام استراحتگاه اُذغال‌چال، دارای قدمتی از سال ۱۳۵۴ می‌باشد.
از پناهگاه پلنگ‌چال مسیری در جهت شمال‌شرقی با ۳ تا ۴ ساعت کوهپیمایی به قله توچال می‌رسد. از پلنگ‌چال علاوه بر توچال، مسیرهایی به امامزاده داوود، قله شاه‌نشین و ایستگاه پنجم تله‌کابین توچال وجود دارند؛ بنابراین برای رسیدن به قله توچال، مسیر دیگری نیز وجود دارد که از پلنگ چال به ایستگاه ۵ توچال و سپس به قله توچال منتهی می‌شود. مسیر پناهگاه پلنگ چال به ایستگاه ۵ نیز راهی پر سنگلاخ می‌باشد.

## نامگذاری
محلی که در حال حاضر پناهگاه پلنگ‌چال قرار دارد و پیرامون آن را کوه‌ها دربرگرفته‌اند و حالت چاله مانندی به آن داده‌اند که در زمان‌های نه‌چندان دور کنام پلنگان بوده‌است.
در زمان قاجار به این مکان جفنگ چال یا شیلنگ چال نیز گفته می‌شد.